# Retkovec Svibovečki
Retkovec Svibovečki falu Horvátországban, Varasd megyében. Közigazgatásilag Varasdfürdőhöz tartozik.

## Fekvése
Varasdtól 14 km-re délkeletre, községközpontjától 4 km-re északkeletre a Bednja bal partján fekszik.

## Története
1857-ben 51, 1910-ben 90 lakosa volt.
1920-ig Varasd vármegye Novi Marofi járásához tartozott, majd a Szerb-Horvát Királyság része lett. 2001-ben a falunak 10 háza és 28 lakosa volt.

## Külső hivatkozások
- Varasdfürdő hivatalos oldala